# Coaling
Coaling es un pueblo ubicado en el condado de Tuscaloosa en el estado estadounidense de Alabama. En el censo de 2000, su población era de 1115.

## Demografía
En el 2000 la renta per cápita promedia del hogar era de $ 45.662$, y el ingreso promedio para una familia era de 55.125$. El ingreso per cápita para la localidad era de 18.664$. Los hombres tenían un ingreso per cápita de 31.371$ contra 21.394$ para las mujeres.

## Geografía
Coaling está situado en 33°10′10″N 87°20′45″O / 33.16944, -87.34583 (33.169442, -87.345859).
Según la Oficina del Censo de los EE. UU., la ciudad tiene un área total de 3.73 millas cuadradas (9.65 km ²).